# Поле маков (картина Моне)
«Поле маков» (фр. Champ de coquelicots) — картина французского художника Клода Моне, написанная в 1886 году. Первоначально картина находилась в Третьяковской галерее, затем в 1925 году была передана в Музей нового западного искусства в Москве, а с 1948 года находится в коллекции Государственного Эрмитажа (Санкт-Петербург).
На картине изображено поле маков в сельской местности Живерни, где Моне жил с 1883 года. В этот период им было написано несколько холстов с изображением цветущих маковых полей в окрестности Живерни.